# Caio Gullane
Caio Gullane é sócio-fundador da Gullane Entretenimento S/A, uma das produtoras mais atuantes do mercado brasileiro tanto no cinema, quanto na TV e nas plataformas de Streaming. Entre os mais de 80 projetos realizados, estão o filme "Que Horas Ela Volta?" (Anna Muylaert), a série "Onde Esta Meu Coração" (TV Globo) e a série "Sintonia" (Netflix). 

## Biografia
Começou sua carreira como ator e produtor de eventos. Em seguida, estudou cinema na FAAP – Faculdade Álvaro Penteado entrando no mercado cinematográficos em 1992.
Junto com o seu irmão Fabiano Gullane fundou em 1996 a Gullane Entretenimento S/A, uma produtora de cinema e TV. A empresa tem participação ativa no crescimento do audiovisual brasileiro, com mais de 60 projetos produzidos, e o compromisso de unir prestígio ao sucesso comercial. O empenho em todas as etapas de realização permitiu à Gullane acumular mais de 500 seleções oficiais em festivais de todo mundo, recebendo cerca de 300 prêmios,[carece de fontes?] além de realizar importantes coproduções internacionais e a venda de seus projetos no exterior também atua como distribuidora.